# Gran Premio de Río de Janeiro de Motociclismo de 1997
El Gran Premio de Río de Janeiro de Motociclismo de 1997 fue la décima prueba del Campeonato del Mundo de Motociclismo de 1997. Tuvo lugar en el fin de semana del 1 al 3 de agosto de 1997 en el Autódromo Internacional Nelson Piquet, situado en la ciudad de Río de Janeiro, Brasil. La carrera de 500cc fue ganada por Mick Doohan, seguido de Tadayuki Okada y Luca Cadalora. Olivier Jacque ganó la prueba de 250cc, por delante de Tetsuya Harada y Tohru Ukawa. La carrera de 125cc fue ganada por Valentino Rossi, Noboru Ueda fue segundo y Youichi Ui tercero.

## Resultados 500cc
| Pos. | Piloto              | Cosntructor | Tiempo    | Pts. |
| ---- | ------------------- | ----------- | --------- | ---- |
| 1    | Mick Doohan         | Honda       | 45:05.793 | 25   |
| 2    | Tadayuki Okada      | Honda       | +0.706    | 20   |
| 3    | Luca Cadalora       | Yamaha      | +22.535   | 16   |
| 4    | Nobuatsu Aoki       | Honda       | +23.493   | 13   |
| 5    | Norifumi Abe        | Yamaha      | +23.769   | 11   |
| 6    | Jürgen Fuchs        | Elf 500     | +29.435   | 10   |
| 7    | Doriano Romboni     | Aprilia     | +41.674   | 9    |
| 8    | Jean-Michel Bayle   | Modenas     | +44.113   | 8    |
| 9    | Regis Laconi        | Honda       | +1:02.722 | 7    |
| 10   | Anthony Gobert      | Suzuki      | +1:06.351 | 6    |
| 11   | Jurgen vd Goorbergh | Honda       | +1:09.161 | 5    |
| 12   | Kirk McCarthy       | ROC Yamaha  | +1:25.393 | 4    |
| 13   | Daryl Beattie       | Suzuki      | +1:27.215 | 3    |
| 14   | Alberto Puig        | Honda       | +1:28.898 | 2    |
| 15   | Lucio Pedercini     | Yamaha      | +1:50.890 | 1    |
| 16   | Laurent Naveau      | ROC Yamaha  | +1 Vuelta |      |
| 17   | Frederic Protat     | Honda       | +1 Vuelta |      |
| Ret  | Juan Bautista Borja | Elf 500     | Retirado  |      |
| Ret  | Kenny Roberts Jr    | Modenas     | Retirado  |      |
| Ret  | Sete Gibernau       | Yamaha      | Retirado  |      |
| Ret  | Carlos Checa        | Honda       | Retirado  |      |
| Ret  | Alex Barros         | Honda       | Retirado  |      |
| DNS  | Takuma Aoki         | Honda       | DNS       |      |

- Pole Position: Mick Doohan, 1:51.955
- Vuelta Rápida: Tadayuki Okada, 1:51.928

## Resultados 250cc
| Pos. | Piloto               | Cosntructor | Tiempo    | Pts. |
| ---- | -------------------- | ----------- | --------- | ---- |
| 1    | Olivier Jacque       | Honda       | 42:09.114 | 25   |
| 2    | Tetsuya Harada       | Aprilia     | +0.233    | 20   |
| 3    | Tohru Ukawa          | Honda       | +6.088    | 16   |
| 4    | Loris Capirossi      | Aprilia     | +15.065   | 13   |
| 5    | Max Biaggi           | Honda       | +22.377   | 11   |
| 6    | Stefano Perugini     | Aprilia     | +31.888   | 10   |
| 7    | Haruchika Aoki       | Honda       | +47.291   | 9    |
| 8    | Takeshi Tsujimura    | TSR-Honda   | +50.732   | 8    |
| 9    | Sebastian Porto      | Aprilia     | +52.808   | 7    |
| 10   | Jeremy McWilliams    | Honda       | +53.489   | 6    |
| 11   | Cristiano Migliorati | Honda       | +1:00.520 | 5    |
| 12   | Ralf Waldmann        | Honda       | +1:04.124 | 4    |
| 13   | Luca Boscoscuro      | Honda       | +1:05.342 | 3    |
| 14   | Emilio Alzamora      | Honda       | +1:07.396 | 2    |
| 15   | José Luis Cardoso    | Yamaha      | +1:09.352 | 1    |
| 16   | Giuseppe Fiorillo    | Aprilia     | +1:10.294 |      |
| 17   | Oliver Petrucciani   | Aprilia     | +1:37.897 |      |
| 18   | Kurtis Roberts       | Honda       | +1:57.163 |      |
| 19   | Eustaquio Gavira     | Aprilia     | +1 Vuelta |      |
| Ret  | Idalio Gavira        | Aprilia     | Retirado  |      |
| Ret  | Federico Gartner     | Honda       | Retirado  |      |
| Ret  | Luis d'Antin         | Yamaha      | Retirado  |      |
| Ret  | Johann Stigefelt     | Suzuki      | Retirado  |      |
| Ret  | William Costes       | Honda       | Retirado  |      |
| Ret  | Noriyasu Numata      | Suzuki      | Retirado  |      |
| Ret  | Osamu Miyazaki       | Yamaha      | Retirado  |      |

- Pole Position: Olivier Jacque, 1:53.870
- Vuelta Rápida: Olivier Jacque, 1:54.267

## Resultados 125cc
| Pos. | Piloto                 | Cosntructor | Tiempo    | Pts. |
| ---- | ---------------------- | ----------- | --------- | ---- |
| 1    | Valentino Rossi        | Aprilia     | 42:32.218 | 25   |
| 2    | Noboru Ueda            | Honda       | +1.379    | 20   |
| 3    | Youichi Ui             | Yamaha      | +8.481    | 16   |
| 4    | Tomomi Manako          | Honda       | +9.015    | 13   |
| 5    | Kazuto Sakata          | Aprilia     | +27.102   | 11   |
| 6    | Mirko Giansanti        | Honda       | +27.240   | 10   |
| 7    | Jorge Martínez Aspar   | Aprilia     | +27.391   | 9    |
| 8    | Lucio Cecchinello      | Honda       | +27.454   | 8    |
| 9    | Frédéric Petit         | Honda       | +27.582   | 7    |
| 10   | Masaki Tokudome        | Aprilia     | +27.731   | 6    |
| 11   | Roberto Locatelli      | Honda       | +27.981   | 5    |
| 12   | Steve Jenkner          | Aprilia     | +37.002   | 4    |
| 13   | Garry McCoy            | Aprilia     | +37.228   | 3    |
| 14   | Gino Borsoi            | Yamaha      | +39.196   | 2    |
| 15   | Enrique Maturana       | Yamaha      | +39.514   | 1    |
| 16   | Yoshiaki Katoh         | Yamaha      | +48.621   |      |
| 17   | Masao Azuma            | Honda       | +57.139   |      |
| 18   | Ivan Goi               | Aprilia     | +1:03.048 |      |
| 19   | Josep Sarda            | Honda       | +1:07.347 |      |
| 20   | Dirk Raudies           | Honda       | +1:12.489 |      |
| 21   | Adilson Zaccari        | Honda       | +1 Vuelta |      |
| 22   | César Barros           | Honda       | +1 Vuelta |      |
| 23   | Carlos Medeiros        | Honda       | +1 Vuelta |      |
| 24   | Renato Velludo         | Honda       | +1 Vuelta |      |
| 25   | Eraldo Tome            | Honda       | +1 Vuelta |      |
| Ret  | Benny Jerzenbeck       | Honda       | Retirado  |      |
| Ret  | Cristiano Irias-Vieira | Honda       | Retirado  |      |
| Ret  | Ángel Nieto Jr         | Aprilia     | Retirado  |      |
| Ret  | Jaroslav Hules         | Honda       | Retirado  |      |
| Ret  | Manfred Geissler       | Aprilia     | Retirado  |      |
| Ret  | Gianluigi Scalvini     | Honda       | Retirado  |      |

- Pole position: Noboru Ueda, 2:00.287
- Vuelta rápida: Valentino Rossi, 2:00.074